# 関根正直
関根 正直（せきね まさなお、安政7年3月3日（1860年3月24日） - 昭和7年（1932年）5月26日）は、日本の国文学者。

## 人物
1869年、江戸日本橋茅場町に関根只誠の長男として生まれる。幼名を又三郎、直三郎。正直と名乗ったのは中村正直に倣ってのことである。
東京大学で小中村清矩、黒川真頼に国学を学ぶ。同級生に落合直文、池辺義象があった。1886年、大学卒業、1888年、華族女学校助教、ついで学習院教授、女子高等師範学校教授として教鞭をとった。1909年、文学博士を授けられ、1917年、宮内省御用掛、1926年、講書始に国書を進講する。1928年、帝国学士院会員。1932年、心臓病のため死去。墓所は豊島区駒込の染井霊園。

## 業績
平安朝および近世を中心として、国文学全体にわたり、考証および注釈を行った。古事類苑の編纂に参画した。

## 家族・親族
父に演劇研究家の関根只誠、弟に演劇・芸能評論家の関根黙庵がいる。子供は、フランス文学者の関根秀雄（長男）、国文学者の関根慶子（長女）、東京北多摩高等学校第5代校長の関根俊雄（次男）、聖書学者の関根正雄（三男）がいる。孫には、経済学者の関根友彦、倫理学者の関根清三がいる。

## 栄典
- 1903年（明治36年）12月26日 - 勲六等瑞宝章[4]
- 1924年（大正13年）5月15日 - 正四位[5]

## 著書

### 単著
- 『小説史稿』金港堂、1890年4月。NDLJP:871693 NDLJP:992897。
  - 近世文芸研究叢書刊行会 編『小説史稿』クレス出版〈近世文芸研究叢書 第1期 文学篇1 通史1〉、1994年11月。
- 『国語学』弦巻書店、1891年6月。NDLJP:861995。
- 『国語学参考』六合館、1893年7月。NDLJP:861996。
- 『普通国語学』六合館、1895年3月。NDLJP:862100。
  - 『普通国語学』（刪訂再版）六合館、1898年8月。NDLJP:862101。
- 『今鏡証註』六合館、1897年6月。NDLJP:877388 NDLJP:877389。
- 『校定今鏡証註』六合館、1897年6月。NDLJP:1087765 NDLJP:1087766。
- 『装束図解』国学院、1897年7月。NDLJP:772026。
  - 『改定 装束図解』林平書店、1835年5月。NDLJP:1190523。
  - 『装束図解』大空社〈こと典百科叢書 第46巻〉、2016年1月。ISBN 9784283009080。
- 『更科日記略解』明治書院、1899年1月。NDLJP:888769。
- 『装束甲冑図解』六合館、1900年6月。
  - 『装束甲冑図解』（増補7版）六合館、1902年6月。NDLJP:772024 NDLJP:772025。
  - 『装束甲冑図解』（訂正9版）六合館、1919年5月。NDLJP:1026988 NDLJP:1026989。
- 『宮殿調度図解』六合館、1900年6月。NDLJP:1911011。
  - 『宮殿調度図解』（訂正4版）六合館、1905年5月。NDLJP:991484。
  - 『宮殿調度図解』（訂正7版）六合館、1918年1月。NDLJP:925895。
  - 『宮殿調度図解』（増補復興1版）六合館、1918年1月。NDLJP:1210304 NDLJP:1210307。
- 『禁秘抄講義』六合館、1901年2月。
  - 『禁秘抄講義』（訂正5版）六合館、1925年10月。NDLJP:914166 NDLJP:914167 NDLJP:914168。
  - 『禁秘抄講義』（訂正6版）六合館、1927年3月。NDLJP:1885078 NDLJP:1885081 NDLJP:1885088。
- 『十六夜日記諺解』六合館、1902年8月。NDLJP:888747。
- 『国姓爺合戦』冨山房〈名著文庫 巻13〉、1903年11月。NDLJP:876619。
- 『近体文編』大日本図書、1905年9月。NDLJP:988209。
  - 『近体文編』（再版）大日本図書、1917年1月。NDLJP:952930。
- 『即位礼大嘗祭大典講話』東京宝文館、1915年4月。
  - 『即位礼大嘗祭大典講話』（訂正4版）東京宝文館、1915年7月。NDLJP:953941。
- 『史話俗談』国民図書、1920年11月。NDLJP:961051。
  - 近世文芸研究叢書刊行会 編『史話俗談』クレス出版〈近世文芸研究叢書 第1期 文学篇11 一般4〉、1995年5月。
- 『服制の研究』古今書院、1925年6月。NDLJP:1021404。
- 『大鏡新註』六合館、1926年11月。NDLJP:1020550。
- 『随筆 からすかご』六合館、1927年10月。
- 『御即位大嘗祭大礼要話』六合館、1928年5月。NDLJP:1171993。
  - 『御即位大嘗祭大礼要話』御大礼研究会、1986年11月。ISBN 9784915265594。

### 編集
- 『近体国文教科書』十一堂、1888年3月。
- 『歴代文学』哲学書院、1894年5月。NDLJP:872052。
- 『歴代文学』 続編、哲学書院、1895年4月。NDLJP:872053。
- 『ます鏡』六合館〈教科摘要国文叢書〉、1894年10月。NDLJP:868107。
- 『保元物語』六合館〈教科摘要国文叢書〉、1894年12月。NDLJP:868109。
- 『平治物語』六合館〈教科摘要国文叢書〉、1894年12月。NDLJP:868108。
- 『神皇正統記』六合館〈教科摘要国文叢書〉、1894年2月。NDLJP:868110。
- 『校定 今鏡読本』六合館、1896年10月。NDLJP:877390 NDLJP:877391 NDLJP:1087764 NDLJP:1087768 NDLJP:1087772。
- 『古今対照日本歴史地名字引』冨山房、1900年2月。NDLJP:771423。
  - 関根正直、伊東裕起『平成地名増補版 古今対照日本歴史地名字引』（増補・改訂新版）慧文社、2016年3月。ISBN 9784863301597。
- 『筆のあや』波多野和校、大倉書店、1906年6月。
- 『歌林彩葉』敬文館、1917年1月。NDLJP:954333。
- 『江戸文学選』明治書院、1922年12月。NDLJP:947688。
- 『枕草紙』中興館、1923年7月。NDLJP:922354。
  - 『江戸文学選』（改訂版）明治書院、1923年11月。NDLJP:947689。
- 『近松名作選』明治書院、1925年12月。NDLJP:1018338。

### 註釈
- 『栄花物語抄』 巻1、池辺義象・関根正直標註、弦巻書肆、1890年12月。NDLJP:877653。
  - 『栄花物語抄』 巻2、池辺義象・関根正直標註、弦巻書肆、1891年1月。NDLJP:877654。
  - 『栄花物語抄』 巻3、池辺義象・関根正直標註、弦巻書肆、1891年3月。NDLJP:877655。
  - 『栄花物語抄』 巻4、池辺義象・関根正直標註、弦巻書肆、1891年5月。NDLJP:877656。
  - 『栄花物語抄』 巻5、池辺義象・関根正直標註、弦巻書肆、1891年9月。NDLJP:877657。
  - 『栄花物語抄』 巻6、池辺義象・関根正直標註、弦巻書肆、1891年9月。NDLJP:877658。
- 『公事根源新釈』六合館、1903年12月。NDLJP:771886 NDLJP:771887。
  - 『公事根源新釈』六合館、1919年9月。NDLJP:925893 NDLJP:925894。
  - 『公事根源新釈』（修正5版）六合館、1925年9月。NDLJP:1210314 NDLJP:1210316。
  - 『修正 公事根源新釈』第一書房、1986年10月。
- 石川雅望『都のてぶり考証』大倉書店、1910年1月。NDLJP:993765。
- 菅原孝標女『校註 更級日記』明治書院、1927年11月。
- 紫式部『校註 紫式部日記』明治書院、1931年9月。NDLJP:1025909。

### 校訂
- 石川雅望『近江県物語』冨山房〈袖珍名著文庫 第6巻〉、1903年7月。NDLJP:878236。
- 北村湖春『源氏物語忍草』冨山房、1906年10月。NDLJP:877469。
- 近松門左衛門『国姓爺合戦・百合若大臣野守鏡』冨山房、1926年6月。NDLJP:1019625。
- 北村湖春、安藤為章『源氏物語忍草・紫家七論』冨山房〈新型袖珍名著文庫 第5〉、1926年9月。NDLJP:1019630。

### 校閲
- 『新註 方丈記』武田信賢新註、吉川半七、1891年6月。NDLJP:888778。
- 小野鵞堂編・書 編『女子消息文かきふり』 上、吉川半七、1891年6月。NDLJP:866761。
  - 小野鵞堂編・書『女子消息文かきふり』 下、吉川半七、1891年8月。NDLJP:866762。
  - 小野鵞堂編・書『女子消息文かきふり』 上（訂正2版）、吉川半七、1894年3月。NDLJP:866763。
  - 小野鵞堂編・書『女子消息文かきふり』 下（訂正2版）、吉川半七、1894年3月。NDLJP:866764。
  - 小野鵞堂編・書『女子消息文かきふり』（合本訂正4版）吉川半七、1902年5月。NDLJP:866765。
- 田中勇吉 編『校用 日本文典初歩』目黒甚七、1892年8月。NDLJP:864111。
- 友田宜剛著、吉田信太曲『二十世紀国民唱歌 大日本帝国』品川太右衛門、1901年7月。NDLJP:855547。
- 関根只誠『演劇叢話』関根金四郎補、広文堂書店、1914年5月。NDLJP:952000。

### 共著
- 関根正直、阪正臣『筆のゆきかひ』 上、大倉書店、1893年7月。NDLJP:853136。
  - 関根正直、阪正臣『筆のゆきかひ』 下、大倉書店、1893年12月。NDLJP:853137。
  - 関根正直、阪正臣『筆のゆきかひ』 下、大倉書店、1903年11月。NDLJP:1085232。
- 関根正直、高木尚介『作法文範 書翰文大全』実業之日本社、1915年10月。
- 加藤貞次郎、関根正直『有職故実辞典』六合館、1917年5月。NDLJP:958670。
  - 加藤貞次郎、関根正直『有職故実辞典』（増訂3版）六合館、1923年5月。NDLJP:969140。
  - 加藤貞次郎、関根正直『有職故実辞典』（増訂9版）六合館、1927年6月。NDLJP:969140。
  - 加藤貞次郎、関根正直『有職故実辞典』（改版）林平書店、1940年8月。NDLJP:1117636。
  - 加藤貞次郎、関根正直『有職故実辞典』（改訂再版）照林堂書店、1943年12月。NDLJP:1123684。
- 関根正直、真田鶴松『祭祝日と国旗の由来』東京市、1926年3月。
- 笹川種郎、関根正直『昭和国文法提要』帝国書院、1928年11月。NDLJP:1920967。

### 共編
- 関根正直・池辺義象 編『日本史要』 上、小中村清矩校閲、大倉書店、1892年9月。NDLJP:770792。
  - 関根正直・池辺義象 編『日本史要』 下、小中村清矩校閲、大倉書店、1893年2月。NDLJP:1081996。
  - 関根正直・池辺義象 編『日本史要』 下、小中村清矩校閲（増補3版）、大倉書店、1895年6月。NDLJP:770793。
  - 関根正直・池辺義象 編『日本史要』 下、小中村清矩校閲（増補4版）、大倉書店、1896年4月。NDLJP:1081997。
  - 関根正直・池辺義象 編『改刪 日本史要』 上、小中村清矩校閲、大倉書店、1897年4月。NDLJP:770802。
  - 関根正直・池辺義象 編『改刪 日本史要』 下、小中村清矩校閲、大倉書店、1897年6月。NDLJP:770803。